# Alcubierre
Ne doit pas être confondu avec métrique d'Alcubierre ou Miguel Alcubierre.
Alcubierre est une commune d’Espagne, dans la province de Huesca, communauté autonome d'Aragon comarque de Monegros.